# The Simpsons (sæson 21)
Den enogtyvende sæson af tv-serien The Simpsons blev første gang sendt i 2009 og 2010.

## Afsnit
| Nr. i serie | Nr. i sæson | Titel                             | Instrueret af                        | Skrevet af                         | Prod. kode | U.S. seere (millioner) |
| --- | ----------- | --------------------------------- | ------------------------------------ | ---------------------------------- | ---------- | ---------------------- |
| 442 | 1           | "Homer the Whopper"               | Lance Kramer                         | Seth Rogen & Evan Goldberg         | LABF13     | 8.31                   |
| Comic Book Guy skaber en ny superhelt som kaldes Everyman og som tager kræfter fra andre superhelte. Gæsteskuespillere: Seth Rogen, Matt Groening og Kevin Michael Richardson |             |                                   |                                      |                                    |            |                        |
| 443 | 2           | "Bart Gets a 'Z'"                 | Mark Kirkland                        | Matt Selman                        | LABF15     | 9.32                   |
| Mrs. Krabappel bliver fyret for at drikke alkohol på jobbet, og i stedet kommer en smart ung lærer, som hedder Zachary Vaughn. |             |                                   |                                      |                                    |            |                        |
| 444 | 3           | "The Great Wife Hope"             | Matthew Faughnan                     | Carolyn Omine                      | LABF16     | 7.5                    |
| Gæsteskuespiller: Chuck Liddell |             |                                   |                                      |                                    |            |                        |
| 445 | 4           | "Treehouse of Horror XX"          | Mike B. Anderson & Matthew Schofield | Daniel Chun                        | LABF14     | 8.59                   |
| 446 | 5           | "The Devil Wears Nada"            | Nancy Kruse                          | Tim Long                           | LABF17     | 9.04                   |
| Marge becomes a sex symbol after pin-up pictures of her appear on a calendar, which embarrasses Bart and stirs lust in every man in Springfield -- including Ned Flanders. Meanwhile, Carl Carlson is chosen as the Springfield Nuclear Plant's newest supervisor, and Homer gets hired as Carl's assistant.                                             |             |                                   |                                      |                                    |            |                        |
| 447 | 6           | "Pranks and Greens"               | Chuck Sheetz                         | Jeff Westbrook                     | LABF18     | 7.03                   |
| Bart tracks down an immature man named Andy Hamilton who was once hailed Springfield Elementary's best prankster, and realizes the man who was once Springfield Elementary's best prankster has no direction in his life. Meanwhile, Marge is chastised by the other mothers in her social circle for not serving healthy snacks. Guest Star: Jonah Hill |             |                                   |                                      |                                    |            |                        |
| 448 | 7           | "Rednecks and Broomsticks"        | Bob Anderson & Rob Oliver            | Kevin Curran                       | LABF19     | 9.02                   |
| Lisa befriends three practicing Wiccans and must save them from being persecuted for their beliefs. Meanwhile, Homer starts hanging out with Cletus the Slack-Jawed Yokel after discovering that Cletus and his friends make moonshine. Guest Star: Neve Campbell                                                                                        |             |                                   |                                      |                                    |            |                        |
| 449 | 8           | "O Brother, Where Bart Thou?"     | Steven Dean Moore                    | Matt Selman                        | MABF01     | 7.11                   |
| 450 | 9           | "Thursdays with Abie"             | Michael Polcino                      | Don Payne & Mitchell H. Glazer     | MABF02     | 8.65                   |
| 451 | 10          | "Once Upon a Time in Springfield" | Matthew Nastuk                       | Stephanie Gillis                   | LABF20     | 14.62                  |
| 452 | 11          | "Million Dollar Maybe"            | Chris Clements                       | Bill Odenkirk                      | MABF03     | 5.11                   |
| 453 | 12          | "Boy Meets Curl"                  | Chuck Sheetz                         | Rob LaZebnik                       | MABF05     | 5.87                   |
| 454 | 13          | "The Color Yellow"                | Raymond S. Persi                     | Billy Kimball & Ian Maxtone-Graham | MABF06     | 6.08                   |
| 455 | 14          | "Postcards from the Wedge"        | Mark Kirkland                        | Brian Kelley                       | MABF04     | 5.23                   |
| 456 | 15          | "Stealing First Base"             | Steven Dean Moore                    | John Frink                         | MABF07     | 5.69                   |
| 457 | 16          | "The Greatest Story Ever D'ohed"  | Michael Polcino                      | Kevin Curran                       | MABF10     | 5.69                   |
| 458 | 17          | "American History X-cellent"      | Bob Anderson                         | Michael Price                      | MABF08     | 5.65                   |
| 459 | 18          | "Chief of Hearts"                 | Chris Clements                       | Carolyn Omine & William Wright     | MABF09     | 5.93                   |
| 460 | 19          | "The Squirt and the Whale"        | Mark Kirkland                        | Matt Warburton                     | MABF14     | 5.94                   |
| 461 | 20          | "To Surveil with Love"            | Lance Kramer                         | Michael Nobori                     | MABF12     | 6.06                   |
| 462 | 21          | "Moe Letter Blues"                | Matthew Nastuk                       | Stephanie Gillis                   | MABF13     | 5.66                   |
| 463 | 22          | "The Bob Next Door"               | Nancy Kruse                          | John Frink                         | MABF11     | 6.26                   |
| 464 | 23          | "Judge Me Tender"                 | Steven Dean Moore                    | Dan Greaney & Allen Glazier        | MABF15     | 5.74                   |